# هاردف
هاردف (به لاتین: Harduf) یک منطقهٔ مسکونی در اسرائیل است که در دره جزریل واقع شده‌است.